# Ignatievo
Ignatievo (Bulgaars: Игнатиево) is een stad in de Bulgaarse oblast Varna. Op 31 december 2019 telde de stad 3.932 inwoners. Op 9 maart 2011 werd het dorp Ignatievo uitgeroepen tot stad door de Raad van Ministers van de Republiek Bulgarije, waarmee het een van de jongste steden in het land is.

## Bevolking
De bevolking van Ignatievo is in de 21e eeuw vrij stabiel en schommelt rond de 3.950 personen. De plaats heeft een gemengde bevolking: er wonen zowel Bulgaren, Turken als Roma, maar ook Vlachen, Russen en Armenen.
|  |

| Etnische samenstelling van de respondenten (2011) | Etnische samenstelling van de respondenten (2011) | Etnische samenstelling van de respondenten (2011) | Etnische samenstelling van de respondenten (2011) | Etnische samenstelling van de respondenten (2011) |
| ------------------------------------------------- | ------------------------------------------------- | ------------------------------------------------- | ------------------------------------------------- | ------------------------------------------------- |
|                                                   |                                                   |                                                   |                                                   |                                                   |
| Bulgaren                                          | Bulgaren                                          |                                                   | 60,9%                                             | 60,9%                                             |
| Turken                                            | Turken                                            |                                                   | 2,3%                                              | 2,3%                                              |
| Roma                                              | Roma                                              |                                                   | 13,3%                                             | 13,3%                                             |
| Anders/Onbekend                                   | Anders/Onbekend                                   |                                                   | 23,5%                                             | 23,5%                                             |